# 挑戰者聯盟 (2013年阿根廷電影)
《挑战者联盟》（西班牙語：Metegol）是由胡安·J·坎帕内拉执导的2013年阿根廷3D电脑动画喜剧电影。 这部电影是根据阿根廷作家罗伯托·丰塔纳罗萨的短篇小说《右翼回忆录》制作的。

## 劇情
在阿玛迪奥（Amadeo）居住的小村庄里，没有人能挑战桌足球的技巧。但是，尽管阿玛迪奥在现实生活中可能是一名桌上足球运动员，但他却是个失败者。他爱上了他儿时的朋友拉拉（Lara），但他如此害羞，以至于无法承认自己对她的爱。所以他只是在他古朴，永恒的村庄里闲逛。当阿玛迪奥（Amadeo）在桌上足球（Table Football）击败乡村霸王罗索（Flash）时。现场是一场史诗般的竞争。充满愤怒的罗索（Flash）誓言要变得平和，十年后，他以国际超级巨星的身份回到了足球界，而加拉蒂科则决心报仇。

## 外部連結
- 互联网电影数据库（IMDb）上《挑戰者聯盟》的资料（英文）
- 爛番茄上《挑戰者聯盟》的資料（英文）
- 豆瓣电影上《挑戰者聯盟》的資料 （简体中文）